# Tämnarån
Tämnarån, å i norra Uppland (och Uppsala län). Längd ca 60 km, inklusive källflöden knappt 100 km. 

## Sträckning och avrinningsområde
Tämnarån mynnar i Lövstabukten (Bottenhavet) vid Karlholmsbruk. Avrinningsområdet är 1210 km² stort, varav 65 % skogsmark, 7 % våtmarker, 24 % åker- och ängsmark och 4 % sjöar. Området närmast ån utgörs av jordbruksmark. Den största orten i närheten av ån är Tierp. I SMHI:s förteckning över Sveriges huvudavrinningsområden är Tämnarån nr 54.
Ån avvattnar Upplands näst största sjö Tämnaren (den största är Mälaren). Ån har sex dämmen som utgör vandringshinder för fisk.

## Mänsklig användning
Tämnarån är ett av de vattendrag i Uppland som lämpar sig för paddling.

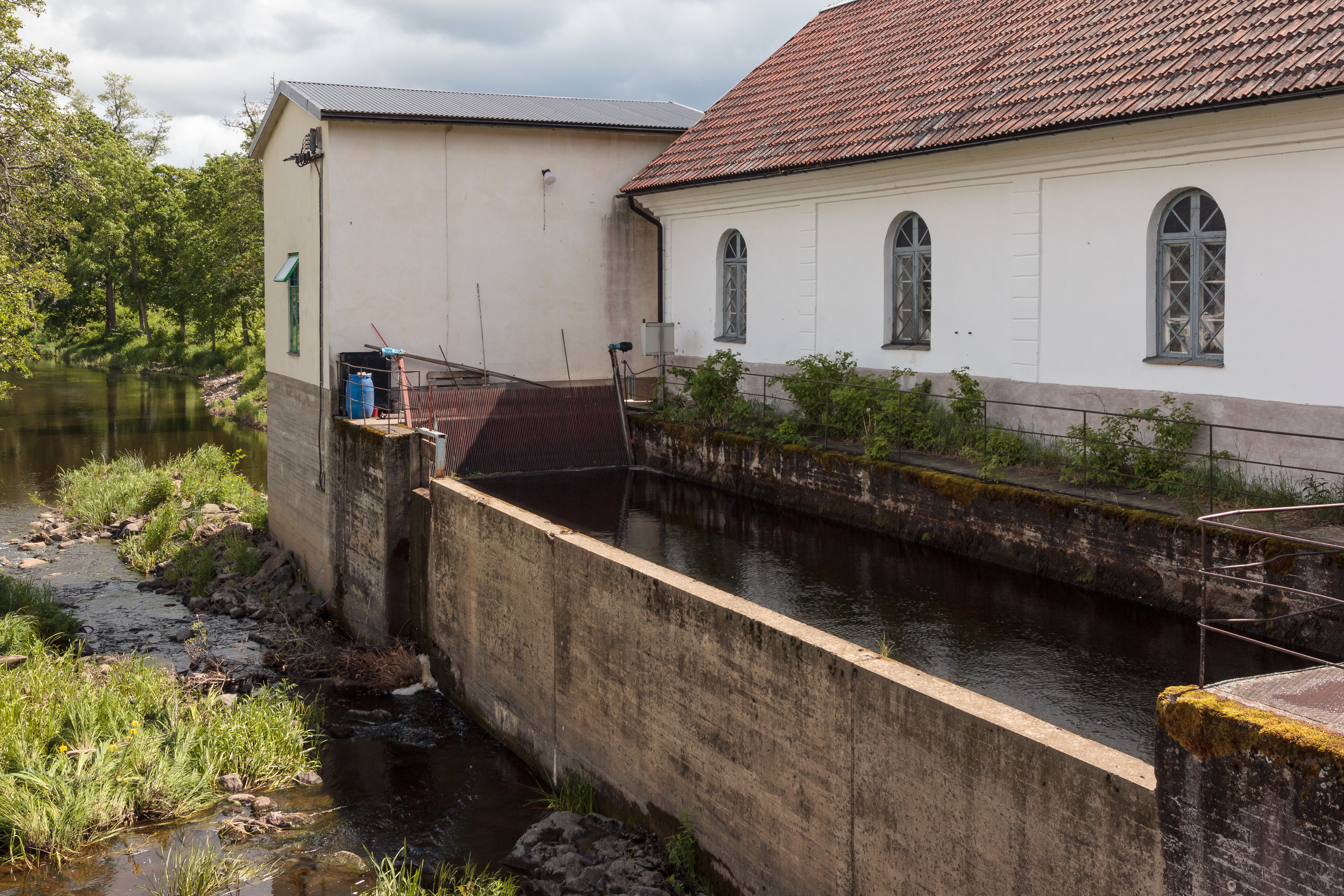
Tämnarån vid Strömsbergs nedlagda kraftstation.